# 793 (szám)
A 793 (római számmal: DCCXCIII) egy természetes szám, félprím, a 13 és a 61 szorzata.

## A szám a matematikában
A tízes számrendszerbeli 793-as a kettes számrendszerben 1100011001, a nyolcas számrendszerben 1431, a tizenhatos számrendszerben 319 alakban írható fel.
A 793 páratlan szám, összetett szám, azon belül félprím, kanonikus alakban a 131 · 611 szorzattal, normálalakban a 7,93 · 102 szorzattal írható fel. Négy osztója van a természetes számok halmazán, ezek növekvő sorrendben: 1, 13, 61 és 793.
Tizenkétszögszám.
A 793 négyzete 628 849, köbe 498 677 257, négyzetgyöke 28,16026, köbgyöke 9,25602, reciproka 0,0012610. A 793 egység sugarú kör kerülete 4982,56595 egység, területe 1 975 587,399 területegység; a 793 egység sugarú gömb térfogata 2 088 854 409,5 térfogategység.